# Dänische Badmintonmeisterschaft 2019
Die Dänische Badmintonmeisterschaft 2019 fand vom 6. bis zum 9. Februar in Aarhus statt. Es war die 89. Austragung der nationalen Titelkämpfe im Badminton in Dänemark.	

## Titelträger
| Disziplin    | Gold                              | Silber                                   | Bronze                                     |
| ------------ | --------------------------------- | ---------------------------------------- | ------------------------------------------ |
| Herreneinzel | Anders Antonsen                   | Steffen Rasmussen                        | Hans-Kristian Vittinghus                   |
| Herreneinzel | Anders Antonsen                   | Steffen Rasmussen                        | Jan Ø. Jørgensen                           |
| Dameneinzel  | Line Kjærsfeldt                   | Mia Blichfeldt                           | Line Christophersen                        |
| Dameneinzel  | Line Kjærsfeldt                   | Mia Blichfeldt                           | Michelle Skødstrup                         |
| Herrendoppel | Lasse Mølhede Mathias Bay-Smidt   | David Daugaard Frederik Søgaard          | Anders Skaarup Rasmussen Mads Vestergaard  |
| Herrendoppel | Lasse Mølhede Mathias Bay-Smidt   | David Daugaard Frederik Søgaard          | Mads Pieler Kolding Niclas Nøhr            |
| Damendoppel  | Claudia Paredes Julie Finne-Ipsen | Alexandra Bøje Sara Lundgaard            | Maiken Fruergaard Sara Thygesen            |
| Damendoppel  | Claudia Paredes Julie Finne-Ipsen | Alexandra Bøje Sara Lundgaard            | Mette Poulsen Rikke S. Hansen              |
| Mixed        | Mathias Bay-Smidt Rikke S. Hansen | Mathias Christiansen Christinna Pedersen | Hans-Kristian Vittinghus Maiken Fruergaard |
| Mixed        | Mathias Bay-Smidt Rikke S. Hansen | Mathias Christiansen Christinna Pedersen | Mikkel Mikkelsen Mai Surrow                |